# Bruno Baratti (Drehbuchautor)
Bruno Baratti († 31. Dezember 1996 in Rom) war ein italienischer Drehbuchautor und Filmregisseur.
Seit 1957 schrieb Baratti etwa zwanzig Drehbücher, häufig für Filme von Gianni Puccini. 1969, in seinem letzten aktiven Jahr, drehte er seinen einzigen Film als Regisseur, die Auseinandersetzung mit der 1968-Bewegung La donna a una dimensione.

## Filmografie (Auswahl)
- 1957: Mit Melone und Glacehandschuhen (Parola di ladro)
- 1967: Glut der Sonne (Drehbuch)
- 1969: La donna a una dimensione (Regie)